# バンパイアハンターD
『バンパイアハンターD』（英: Vampire Hunter D: Bloodlust）は、 日本のアニメ会社マッドハウスが制作したアニメ映画である。
本作は、菊地秀行の小説シリーズ『吸血鬼ハンターD』の第3作「D-妖殺行」を原作としており 、「貴族」と呼ばれる吸血鬼たちが存在する遠い未来を舞台に、“D”をはじめとする吸血鬼ハンターと、「貴族」の一人であるマイエル＝リンクの戦いを描いた内容である。
1999年末以降「Vampire Hunter D: Bloodlust」の題でアメリカにて先行公開され、日本では2001年4月に、音声は英語のまま日本語字幕をつけて劇場公開された。DVDソフト化の際は、英語版の他に日本語吹き替え版も発売されている。

## ストーリー
遥か未来、最終戦争後の地球を支配した「貴族」と呼ばれる吸血鬼は衰退期を迎えていたが、なおも人類に脅威を与えていた。貴族を狩ることを生業とするバンパイアハンターたちの中に、貴族と人間の混血児「ダンピール」として生まれた痩身の剣士”D”がいた。
ある夜、荘園主エルバーンの愛娘シャーロットが自宅から貴族に連れ去られる。エルバーンはDにシャーロットの奪還を依頼し、多額の報奨金を約束する。さらに凄腕のハンター集団として知られるマーカス兄弟にも同じ使命を与えていた。
Dとマーカス兄弟はシャーロットを連れ去った貴族マイエル＝リンクの馬車を追跡するが、ふたりが禁断の恋に落ち、駆け落ちを図っていることを知る。マイエル＝リンクはバルバロイの里の魔人（妖術師・ベンゲ、妖女・カロリーヌ、怪人・マシラ）を用心棒につけ、協力者である女貴族カーミラの住むチェイテ城を目指して逃避行を続ける。
マーカス兄弟の一員であるレイラはDを敵視していたが、たがいの窮地を助け合う中で心を通わせ、「どちらかが死んだら、もう一方が墓に花を手向ける」という約束を交わす。
追うものと追われるもの、双方の犠牲を経て、マイエル＝リンクとシャーロットの馬車はチェイテ城に到着する。そこには古の時代の宇宙船が残されており、星々の果てにある「夜の都」へふたりを乗せて飛び立つ計画だった。しかし、生娘の血を糧に肉体の再生を図るカーミラの裏切りにより、シャーロットは命を落とす。
城内でカーミラと対峙したDは霊力に気圧されたものの、己が身に潜む「吸血鬼王（バンパイア・キング）」の力を覚醒させ、カーミラを切り倒す。そして、マイエル＝リンクとの決闘に臨むも、敢えてとどめの一撃を止める。城の崩壊が始まる中、マイエル＝リンクはシャーロットの亡骸を抱いて宇宙船に乗り込み、Dとレイラが見守る中、天空へと旅立っていった。
それから数十年後、老いて亡くなったレイラの葬儀が行われる日、Dはかわらぬ青年の姿のまま、約束通り墓地に現れる。レイラが親族に囲まれながら天に召される光景を見届けると、Dは花を手向けることなく、穏やかな面持ちで去っていった。

## キャスト
それぞれ「役名 - 英語版キャスト / 日本語版キャスト」の形で記載。
- D - アンドリュー・フィルポット（英語版） / 田中秀幸[7]
- 左手 - マイク・マクシェーン（英語版）/ 永井一郎[7]
- マイエル＝リンク - ジョン・ラフター・リー（英語版）/ 山寺宏一[7]
- シャーロット - ウェンディ・リー  / 篠原恵美[7]
- ボルゴフ＝マーカス- マット・マッケンジー（英語版） / 屋良有作[7]
- レイラ - パメラ・シーガル  / 林原めぐみ[7]
- カイル＝マーカス - アレックス・フェルナンデス（英語版） / 大塚芳忠[7]
- グローヴ＝マーカス- ジャック・フレッチャー（英語版）/ 関俊彦[7]
- ノルト＝マーカス - ジョン・ディマジオ / 大友龍三郎[7]
- バルバロイ長老 - ドワイト・シュルツ  / 大塚周夫[7]
- ポルク - ジョン・ホステッター（英語版）/ 青野武[7]
- ジョン＝エルバーン - ジョン・ディマジオ  / 清川元夢[7]
- アラン＝エルバーン - ジョン・デマータ（英語版）/ 辻谷耕史[7]
- マシラ - ジョン・ディマジオ  / 西凛太朗[7]
- カロリーヌ - メアリー・エリザベス・マクグリン/ 沢海陽子[7]
- ベンゲ - ドワイト・シュルツ  / 藤原啓治[7]
- 婦人 - / 鈴鹿千春[7]
- 子供時代のレイラ - / 矢島晶子[7]
- 治安官 - ジョン・ディマジオ / 小山力也[7]
- 少女（レイラの孫） - デビ・デリーベリー / かないみか[7]
- 神父 - ジョン・デマータ / 石塚運昇[7]
- カーミラ - ジュリア・フレッチャー（英語版）/ 前田美波里[7]

## スタッフ
- 原作 - 菊地秀行[7]
- キャラクター原案 - 天野喜孝[7]
- 監督・脚本・絵コンテ - 川尻善昭[8]
- 製作 - 山本又一朗[7]
- キャラクターデザイン - 箕輪豊[8]
- 設定デザイン - 池畑祐治[8]、渡部隆[8]、韮沢靖[8]、小池健[8]
- レイアウト - 渡部隆、小曽根正美
- プロデューサー - 山本又一朗[7]、丸山正雄[7]、長澤隆之[7]
- 作画監督 - 箕輪豊[7]、浜崎博嗣[7]、阿部恒[7]
- メカ作画監督 - 仲盛文[7]
- 美術監督 - 池畑祐治[7]
- 色彩設計 - 三笠修[8]
- 色指定 - 橋本賢[8]、秋山久美[8]
- 撮影監督 - 山口仁[7]
- 音響監督 - 三間雅文[7]
- 音楽・音楽プロデューサー - マルコ・ダンブロシオ[7]
- デジタルスーパーバイザー - 八巻磐[8]
- CGテクニカルディレクター - 前田庸生[8]
- CGプロダクション - サテライト[8]
- 録音スタジオ - アオイスタジオ
- 編集 - 尾形編集室（尾形治敏、寺内聡、木村佳史子、伊藤勇喜子）[8]
- 日本語音声制作 - テクノサウンド、中島朋子
- 共同制作 - DOMO CORPORATION
- 製作協力 - DR MOVIE
- オリジナルサウンドトラック - avex mode
- アニメーション制作 - マッドハウス[7]
- 製作 - バンパイアハンターD製作委員会[7]（フィルムリンク・インターナショナル、BMGファンハウス、ムービック、グッドヒルヴィジョン、ソフトキャピタル）
- 英語版スタッフ
  - ADRディレクター：ジャック・フレッチャー
  - 台本：ジャック・フレッチャー、エレン・ムーア
  - 翻訳：メアリー・ヤマモト

## 主題歌
- 日本版主題歌「遠くまで」
  - 作詞・作曲・歌 - Do As Infinity（avex trax） / 編曲 - Do As Infinity、亀田誠治

## 製作
『吸血鬼ハンターD』のアニメ化は1985年発売のOVA（芦田豊雄監督・葦プロダクション制作、音楽・小室哲哉）以来2度目となる。企画はマッドハウスの別作品『獣兵衛忍風帖』のマスタリング期間中から始まっていた。OVA版の続編を作って欲しいというファンから要望が寄せられたことがきっかけで、『吸血鬼ハンターD』の新作映画を作ろうという話になった。原作者の菊地もOVA版が安っぽいと感じていたことを気にしていたことから、新作映画の制作に賛同した。菊地は映像化にあたり、監督の川尻善昭らに任せる姿勢を見せ、脚本の打ち合わせなどには参加しなかった。
1997年には、川尻善昭監督・マッドハウス製作という開発体制が確立した。川尻は準備が出来たらいつでも作品に取りかかることが出来るようにするため、絵コンテや原画のみといった単発の仕事を中心に行っていた。
プロデューサーの山本又一朗は、菊地の別の代表作である『妖獣都市』の権利をマッドハウスから購入したいと考えており、『妖獣都市』について話し合いを進める中で、『吸血鬼ハンターD』の新作映画の話を耳にする。山本は『吸血鬼ハンターD』の新作映画をOVAだけでなく、アメリカで劇場公開したいと考えた。
『獣兵衛忍風帖』などに参加した箕輪豊が、川尻の指名によってキャラクターデザイナーとして起用された。一部に3DCGを含むデジタル技法が使われているが、箕輪によると「おそらく日本で最後のセル使用のアナログ撮映画」という。作画枚数はマッドハウスが制作した『劇場版X』が10万枚超だったのに対し、本作は7万枚以下だった。当初はもっと動かそうという意図があり、10万枚を超えるという話もしていたが、作画の密度とスケジュール的に限度があったという。
アニメーション製作はマッドハウスの所有する東京のスタジオで行われたが、ポストプロダクションの作業はアメリカ合衆国カリフォルニア州にある別のスタジオで行われた。日本語版のダイアログの収録は、英語版のサウンドトラック収録後に行われた。

### 変更点
原作小説の第三作である『D-妖殺行』を選んだ理由について、川尻は複雑な背景設定を説明する必要が無く、作品のテンポが映画向けだったことなどを挙げている。
『D-妖殺行』において、マイエル＝リンクの駆け落ちの相手となる少女には名前が割り振られていない。川尻はこのキャラクターにシャーロットという名前をつけた理由について、犠牲者を出してまで禁断の恋をかなえようとする少女の姿勢をもう一人のヒロインであるレイラが許さない点を踏まえ、禁断の恋に対する責任の自覚を含め、原作における幼い少女というよりは、自らの意思を貫く強さを持った年上のキャラクターの方が相応しいと考えたと振り返っている。その一方で、川尻は女性の観客からはわがままに見えるかもしれないことを心配していたとも話している。
また、『D-妖殺行』では終盤に舞台がクレイボーン・ステイツという宇宙港に移行する展開を迎えるのに対し、川尻は吸血鬼ものの定番として城を出したいと考えていた。脚本の段階では、終盤で城に眠る大昔のコンピュータが起動し、貴族のホログラムが現れる中、Dと敵の戦いが電脳世界に移行するというアイデアがあった。ところが、プロデューサーはこれをよしとせず、マイエル=リンクの特殊性に着目し、正統派の吸血鬼を敵として出してはどうかと提案し、最終的にカーミラというキャラクターができあがった。川尻はプロデューサーの選択が正しかったと振り返っている。また、物語の結末も同様の理由によるものである。

## 反響
全米ビルボードの2002年3月9日付トップDVDセールスチャートで初登場7位を記録。日本の企業・イードが運営するアニメ専門ニュースサイト「アニメ!アニメ!」によると、本作は北米だけでも50万枚以上のDVDを売り上げたとされている。
2024年夏、配信番組『わしゃがなTV』においてマフィア梶田が本作の魅力を語ったところ反響が大きく、2025年3月26日に高画質リマスター版Blu-rayソフトを発売することが決定した（初回限定生産）。また、製作25周年を記念し、Filmarksが主催するリバイバル上映プロジェクトの一環として、オリジナル日本語バージョンのリバイバル上映が2025年2月28日から1週間限定で実施された（一部上映館は期間延長あり）。公開当時、国内ではインターナショナル版（英語音声+日本語字幕）が上映されたため、日本語吹き替え版の全国上映は今回が初となる。

### 評価
本作はアメリカ合衆国の批評家たちから好意的に受け入れられており、Metacriticでの点数は62点だった。
オルタナティブ新聞「シカゴ・リーダー」のリサ・アルスペクター（Lisa Alspector）は、シュールな冒険物語が豪華なアニメーションによって彩られたと評価している。タブロイド紙「デイリーニューズ」は、「美しくて、ウィットに富み、時には刺激的」（"Beautiful, witty and provocative" ）と評価し、ファンか否かにかかわらず楽しめる作品であると評した。

## 関連商品

### ゲーム
『VAMPIRE HUNTER D』は、1999年12月9日にビクターインタラクティブソフトウェアより発売された、PlayStation用のゲームソフト。
貴族にさらわれた令嬢を奪還するためDが活躍する、という筋立ては映画と同じであるが、ゲームではチェイテ城内を探索しながら敵と対決したり、アイテムを収集したりするダンジョン型アクションアドベンチャーゲームとなっている（マルチエンディング方式）。ゲームシステムは初期「バイオハザードシリーズ」のような固定カメラ切り替え式のラジコン操作である。
ファミ通の40点満点のクロスレビューでは26点という評価だった。

#### キャスト（ゲーム）
- D - 家中宏
- 左手 - 永井一郎
- レイラ＝マーカス - 高山みなみ
- マイエル＝リンク - 諸角憲一
- シャーロット＝エルバーン - 冬馬由美
- ボルゴフ＝マーカス - 立木文彦
- カーミラ - 野沢由香里
- ベンゲ - 岩崎ひろし
- グローヴ＝マーカス - 岩崎ひろし
- マシラ - 楠大典
- ジョン＝エルバーン - 大木民夫
- ナレーション - 石塚運昇

#### スタッフ（ゲーム）
- 原作 - 菊地秀行（朝日ソノラマ刊）、劇場版アニメーション「VAMPIRE HUNTER D」
- 劇場用アニメーション監督 - 川尻善昭
- キャラクターデザイン - 箕輪豊
- 脚本 - 本田暁、永原めぐみ
- 構成 - 富永和也、岩沢慶明
- 音響プロデュース - 寺澤和宏
- 音響監督 - 佐藤敏夫
- プログラム - 山木光人、牛田喜巳、黒木正輝
- プロダクションデザイン - 増尾隆幸、野口浩司、尾崎省之
- モーションエディット - 久保英紀
- サウンド - 古川博、永井誠一郎、橋本彦士、多和田吏
- ムービー・モーション監修 - 板野一郎（スタジオD.A.S.T）
- ムービー制作 - ルーデンス、増尾隆幸、藤中修一、澤田元春、室隆之、大西宗
- 録音スタジオ - オムニバス・ジャパン
- 音響製作 - T's MUSIC
- 製作協力 - マッドハウス、株式会社ドーモコーポレーション
- プロデューサー - 山本又一朗、岩沢慶明
- 制作・企画 - フィルムリンク・インターナショナル
- 制作 - ソニー・ミュージックエンタテインメント、ニッポン放送、サブウォーカーズ、ソフトキャピタル
- 制作・開発 - ビクターインタラクティブソフトウェア

### 映像ソフト
バンパイアハンターD 劇場公開バージョン
avex mode 2001年12月19日発売 商品番号AVBA-14266 (DVD)
本編102分に加え、メイキング「Vampire Hanter D:Behind the Scenes」や劇場予告・CM・プロモリールなどの映像特典21分を収録。英語音声に日本語字幕付き。音声はドルビーデジタル5.1chサラウンドに加えdts 5.1chサラウンドも収録。
バンパイアハンターD オリジナル日本語バージョン
avex mode 2002年6月19日発売 商品番号AVBA-14393 (DVD)
日本語吹替え版。特典映像はワールドプレミアの模様と田中秀幸・山寺宏一の声優インタビューを収録（6分）。
バンパイアハンターD Perfect Collection
avex mode 2004年2月4日発売 商品番号AVBA-14867〜14869/B (DVD3+CD1)
DVD3枚とCD（オリジナルサウンドトラック）1枚の4枚組ボックスセット（初回限定生産）。映像収録時間は264分。Disc1は劇場公開バージョン、Disc2はオリジナル日本語バージョン、Disc3は映画告知番組「バンパイアハンターDの伝説」とストーリボード（45分）。天野喜孝描き下ろしの三方背イラストボックス仕様。
バンパイアハンターD Blu-ray special collection
エイベックス・ピクチャーズ 2025年3月26日発売 商品番号EYXA-14649/B (BD1+CD1)
35ミリネガフィルムよりデジタルスキャンした高画質リマスターBD（初回限定生産）。劇場公開バージョンとオリジナル日本語バージョンを収録。映像特典はDVD版から再録。サウンドトラックCDのほか、川尻善昭・箕輪豊・マフィア梶田のインタビューを収録したブックレット、35ミリ生コマフィルム、箕輪豊描き下ろしの三方背イラストボックスなどが付属する。

### 書籍
川尻善昭「バンパイアハンターD」絵コンテ集
朝日ソノラマ刊 2001年4月発売 ISBN 4257036338
川尻監督の筆による全シーンの絵コンテを収録。資料としてキャラクター紹介や背景画など。
バンパイアハンターD究極本
KKベストセラーズ刊 2000年1月発売 ISBN 4584165130
PSゲームの攻略本。

### CD
バンパイアハンターD オリジナルサウンドトラック
avex mode発売 2001年5月3日（初回限定盤AVCA-14161）・2001年8月1日（スタンダード版AVCA-14214）
収録時間66分。マルコ・ダンブロシオ作曲のサウンドトラック26曲に加え、Do as InfinityのEDテーマ「遠くまで」の劇場バージョンをボーナストラックとして収録。初回限定盤とスタンダード版はパッケージ仕様が異なるだけで音源は同じ。